# (26704) 2001 FW144
(26704) 2001 FW144 est un astéroïde de la ceinture principale découvert en 2001.

## Description
(26704) 2001 FW144 a été découvert le 23 mars 2001 à l'observatoire de Kitt Peak, situé dans l'Arizona (États-Unis), par le projet Spacewatch de l’université de l'Arizona.

### Caractéristiques orbitales
L'orbite de cet astéroïde est caractérisée par un demi-grand axe de 2,64 UA, un périhélie de 2,46 UA, une excentricité de 0,07 et une inclinaison de 1,54° par rapport à l'écliptique. Du fait de ces caractéristiques, à savoir un demi-grand axe compris entre 2 et 3,2 UA et un périhélie supérieur à 1,666 UA, il est classé, selon la JPL Small-Body Database, comme objet de la ceinture principale.

### Caractéristiques physiques
(26704) 2001 FW144 a une magnitude absolue (H) de 15,4 et un albédo estimé à 0,293.